# Antylopa w kulturze

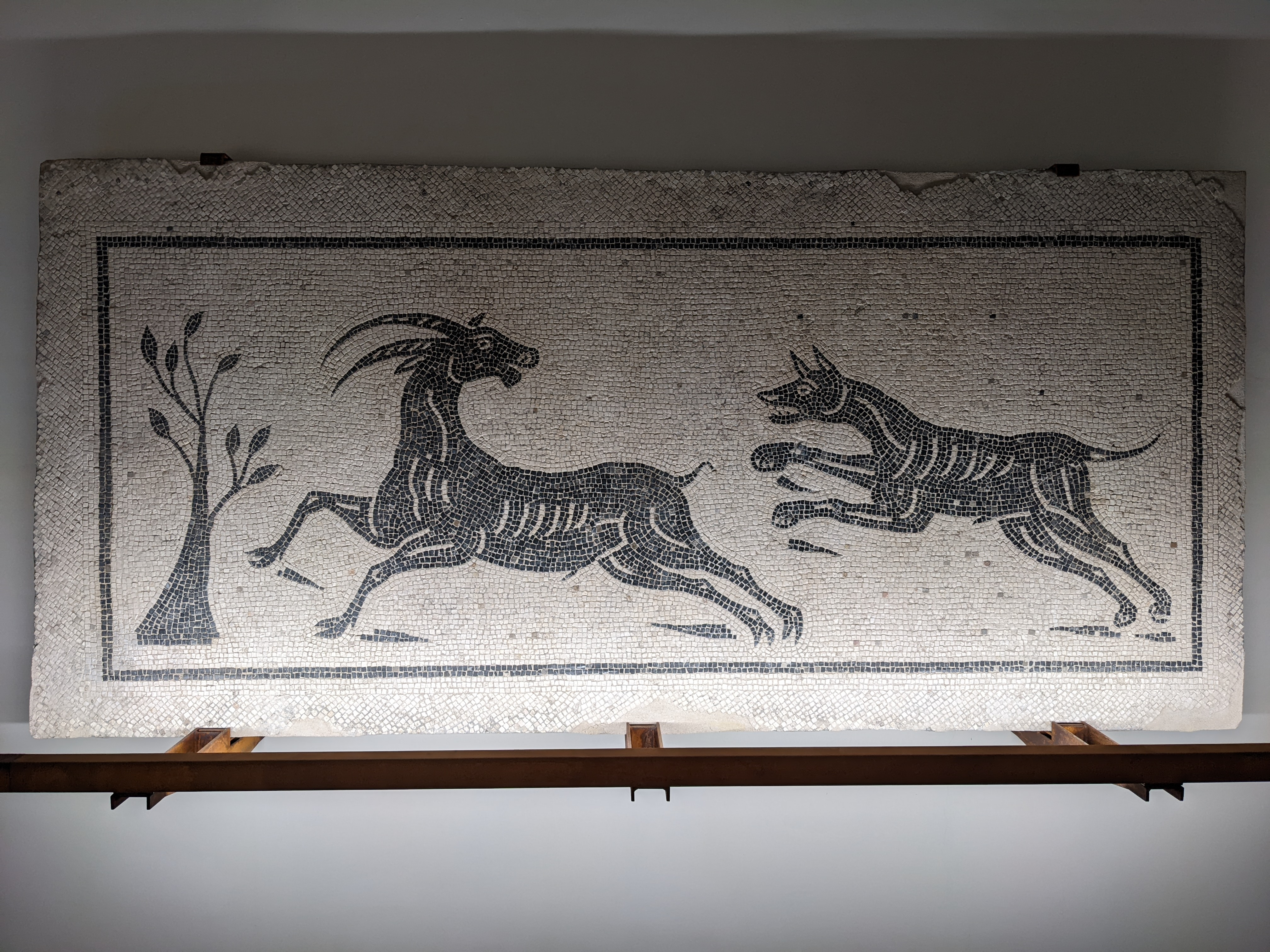
Antylopa atakowana przez drapieżnika (rzymska mozaika przechowywana w kościele "del Gonfalone" w Saltarze)

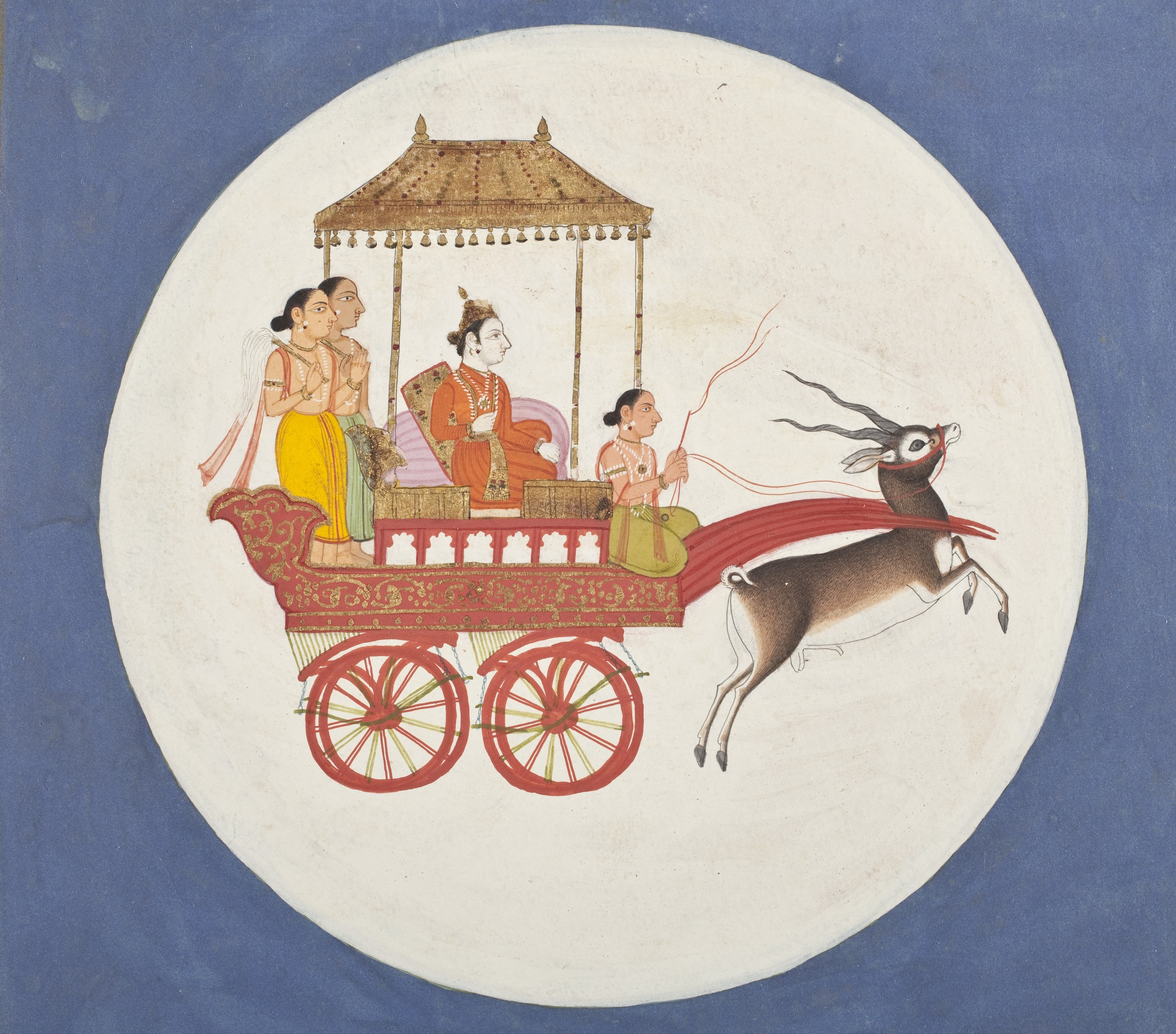
Rydwan Ćandry (ilustracja z indyjskiej księgi, 1700-1725)

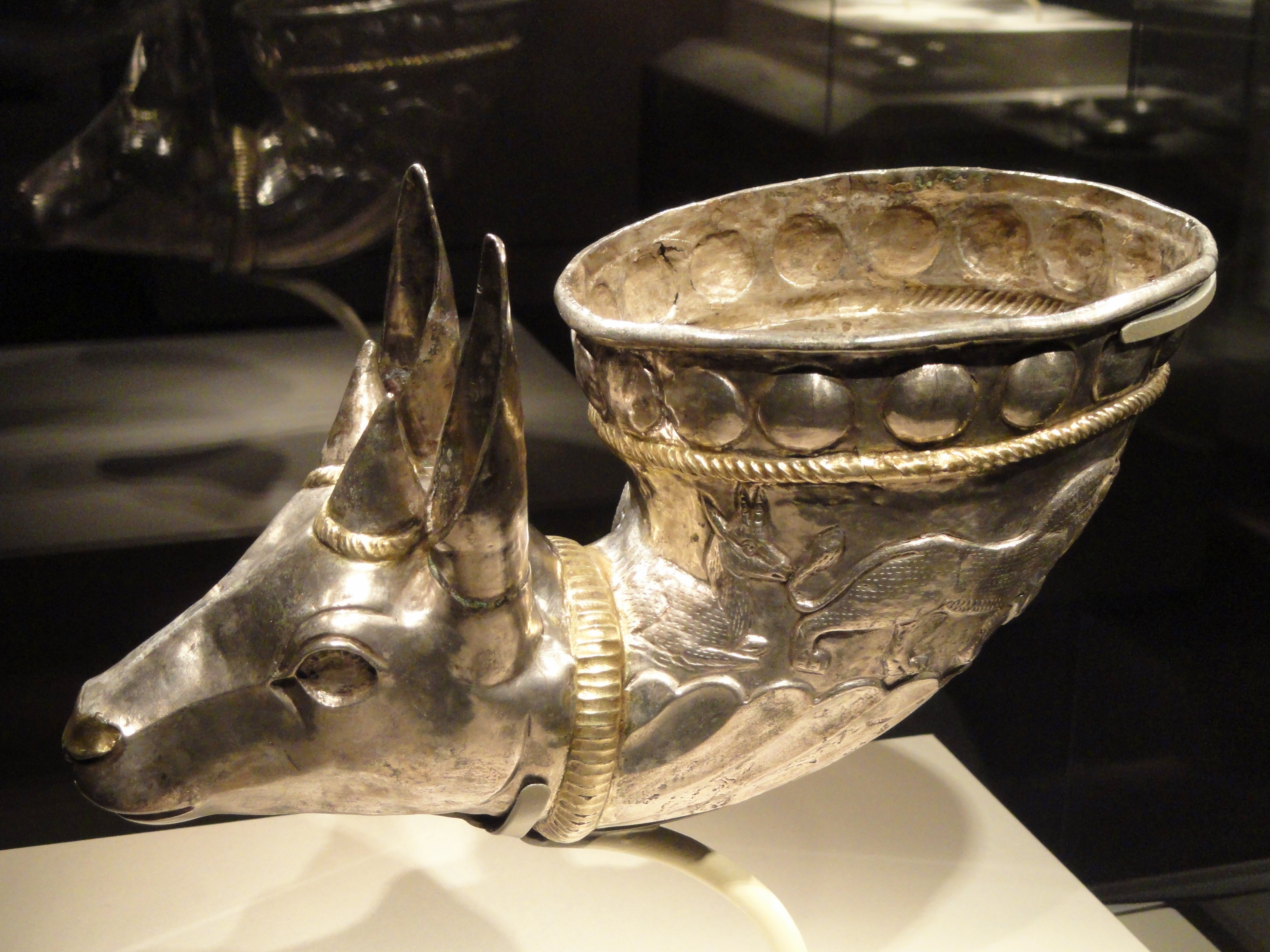
Róg do wina z protomą antylopy (Iran, IV w n.e.)

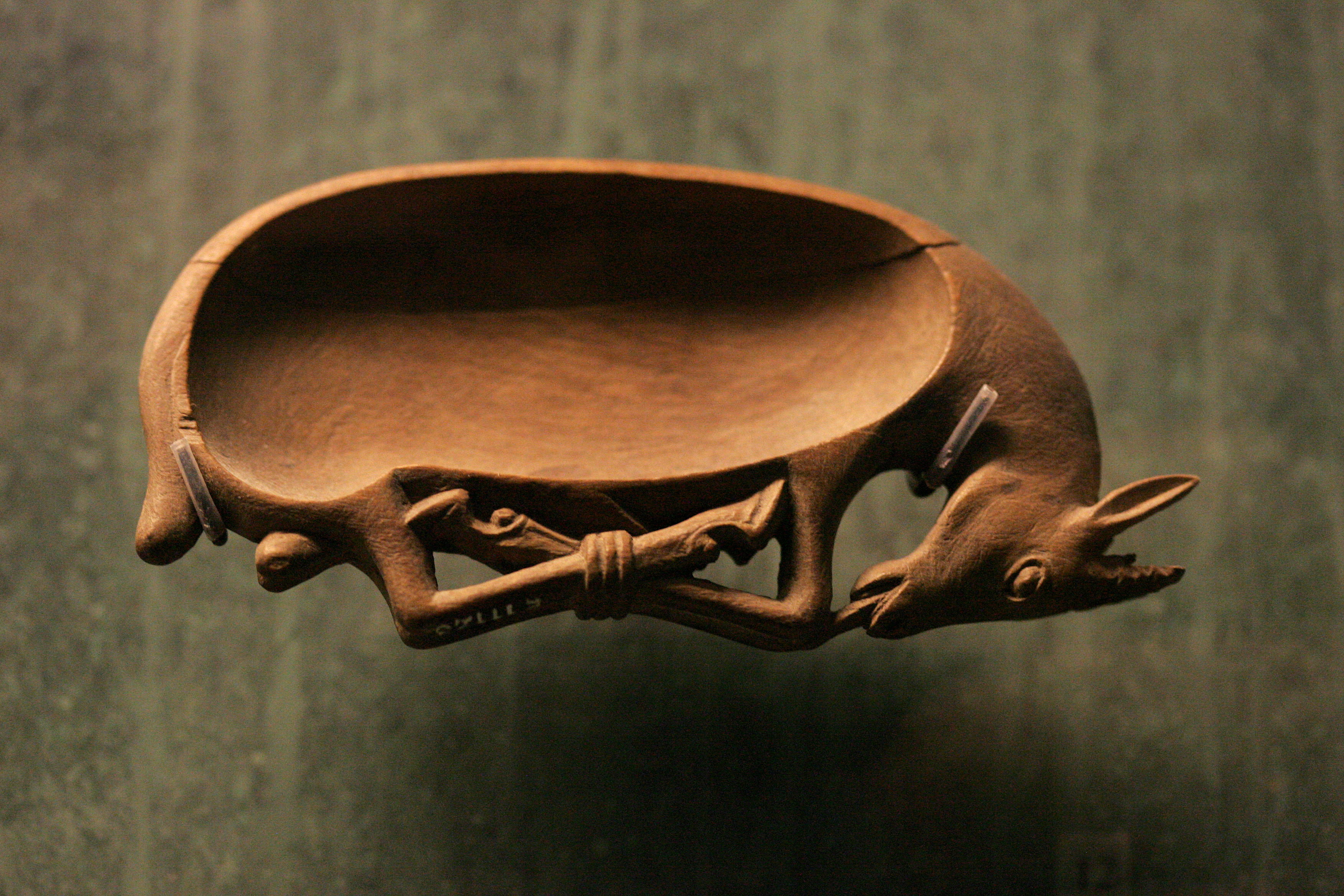
Naczynie na proszek kosmetyczny (kohl (kosmetyk)) z wyobrażeniem antylopy

Antylopa w kulturze – rola antylopy oraz jej symbolika w kulturze różnych ludów i cywilizacji na przestrzeni wieków.
Antylopa, w szczególności gazela, jest symbolem gracji, wdzięku, szybkości, ostrości widzenia i łagodności. Atakowana przez drapieżnika symbolizuje prześladujące człowieka namiętności. Duże antylopy, takie jak eland, są symbolem odwagi.
Arystoteles utożsamiał antylopę oryks z jednorożcem.
W sztuce antylopa jest przedstawiana często jako zwierzę łowne, zwłaszcza ścigana lub zabijana przez dzikie zwierzęta drapieżne, co czyni z niej symbol zniszczenia bezbronnej szlachetności i piękna przez brutalną siłę.  
W heraldyce antylopa symbolizuje moc i dzikość.

## W kulturach pozaeuropejskich
W mitologii babilońskiej antylopa jest wcieleniem boga Ea (Ea-Oannes – „antylopa stworzenia”).  
W kulturze ludów semickich gazela z uwagi na spojrzenie i wyraz oczu uchodziła za żywe wcielenie piękna.
Antylopa (gazela) w Biblii wymieniona jest w Księdze Powtórzonego Prawa jako zwierzę czyste, zgodnie z Prawem Mojżeszowym dopuszczone do jedzenia, ale nie przeznaczone na ofiary (Pwt 14, 4-5). Gazela w Biblii występuje również jako symbol szybkości, zwinności, ale też piękna, wdzięku i urody (np. 2 SM 2, 17-19 lub Pnp 2, 7-9). W Księdze Izajasza wzmiankowana jest metoda polowań na antylopy (Iz 51, 17-20).
W starożytnym Egipcie pod postacią antylopy wcześniej czczono boginie nilowych katarakt – Satet i Anuket, których późniejsze wyobrażenia w sztuce zachowały symboliczne cechy tego zwierzęcia (rogi). Biała antylopa była też znakiem XVI nomu górnoegipskiego. Z kolei gazela i oryks były atrybutami Seta, a także zwierzętami składanymi mu w ofierze. W wyobrażeniach tego boga łączono części kilku zwierząt: jego głowa składała się z elementów antylopy (oryksa), szakala i osła. 
Natomiast przedstawienia Horusa tratującego gazelę symbolizowały zwycięstwo nad siłami zła, ponieważ na ogół antylopy, jak inne zwierzęta pustynne podległe Setowi, były tępione i traktowane z pogardą. Antylopa była również zwierzęciem poświęconym Izydzie i widzialną postacią Ozyrysa.
W kulturze afrykańskiej, ze względu na ubarwienie, antylopy utożsamiane są ze słońcem .
W kulturze indyjskiej wskutek chyżości kojarzono je z wiatrem, a przez to – z żywiołem powietrza. W hinduizmie antylopa była zwierzęciem poświęconym Śiwie. Zwierzęta te ciągnęły też rydwan Somy i Ćandry.
Dla Indian Hopi antylopa stanowi symbol płodności, a biegnące antylopy zwiastują nadciągający deszcz.

## W tradycji chrześcijańskiej
Według Fizjologa rogi antylop mają symbolizować Stary i Nowy Testament, porównywane są do broni, którą chrześcijanin walczy z grzechem.
Dzięki przypisywanej jej niezwykłej bystrości wzroku, w chrześcijaństwie gazelę uznawano za symbol wnikliwości i głębokiego poznania duchowego.